# Loyola University New Orleans

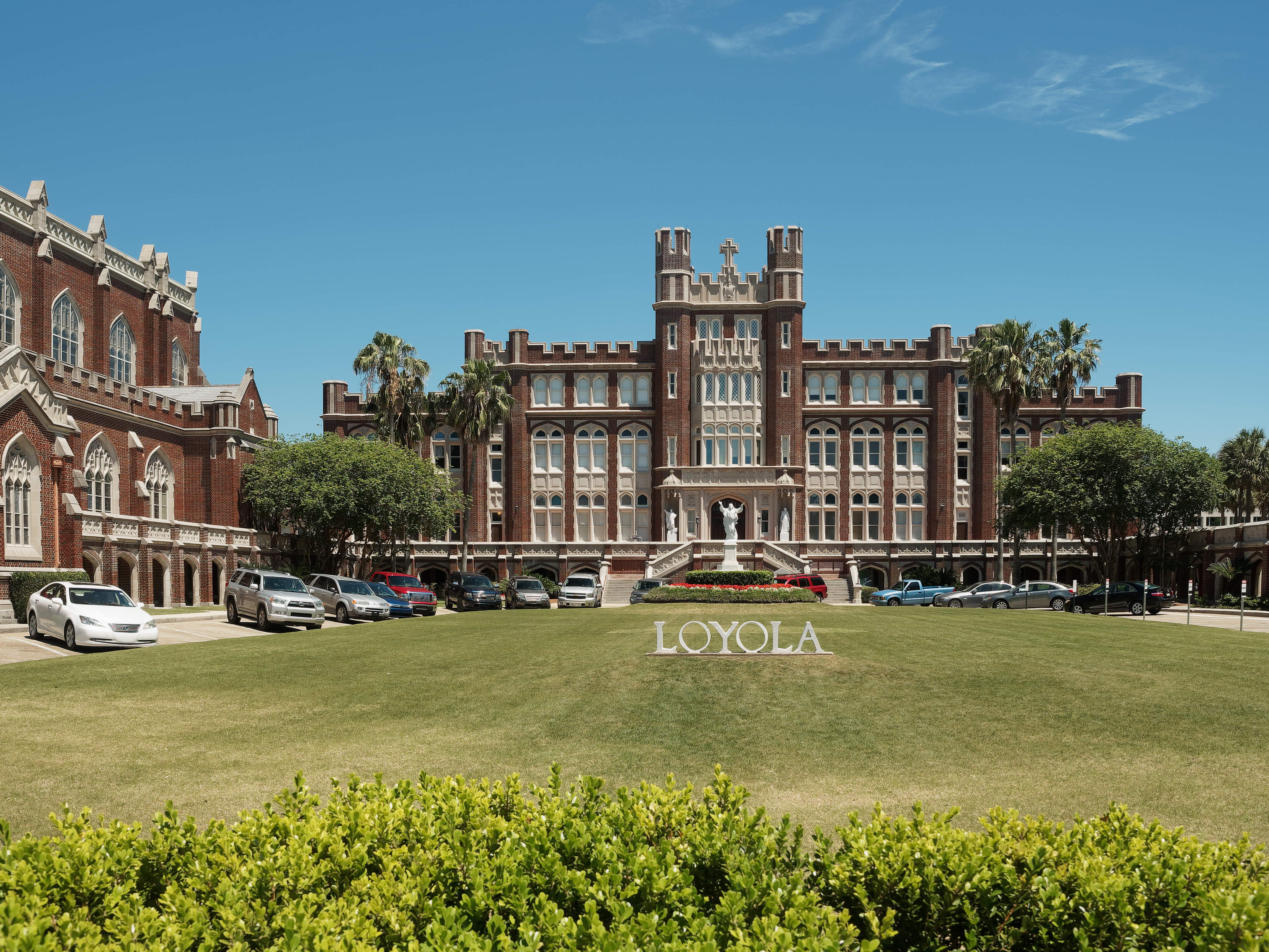
Loyola Universität

Die Loyola University New Orleans (Latein: Universitas Loyolaae Neo Aurelianensis) ist eine jesuitische Privatuniversität in New Orleans, Louisiana, USA. Hervorgegangen ist die heutige Universität aus dem Loyola College (1886–1912) und der Loyola University (1912–1996) die 1904 gegründet und 1912 offiziell eröffnet wurde. Namensgeber ist Ignatius von Loyola.
Die Studierenden werden an folgenden Einrichtungen ausgebildet:
- College of Arts and Sciences
- College of Business
- College of Law
- College of Music and Fine Arts
- College of Nursing and Health
- Loyola Online

Die Hochschule ist Mitglied der Association of Jesuit Colleges and Universities.